# Salvador Cardús i Ros
Salvador Cardús i Ros (1954) is een Spaanse hoogleraar sociologie en politieke wetenschappen aan de Universitat Autònoma de Barcelona. Daarnaast is hij actief als publicist en journalist, onder meer in het dagblad Avui.
Hij is ook lid van de raad van advies van het Plataforma per la Llengua, in 1993, een catalanistische vereniging ter bescherming en ter bevordering van de Catalaanse taal. In 2009 werd hij lid van de afdeling Filosofie en Sociale Wetenschappen van het Institut d'Estudis Catalans (IEC) met een inaugurale voordracht getiteld Drie metaforen om een land met toekomst te bedenken. Sedert 2013 is hij bovendien lid van de Adviesraad voor de nationale overgang, opgericht door de Catalaanse regering om haar bij te staan in de institutionele veranderingen die in de komende jaren gepland worden.

## Werken
Hij heeft sociologisch onderzoek verricht op het vlak van godsdienst en cultuur, de communicatiemedia en de factoren die een rol spelen in het ontstaan van een nationale identiteit. Hij publiceerde onder meer in 2005 een studie over het Catalaanse model bij de integratie van inwijkelingen. Tijdens een driedaags colloquium van historici over de verhoudingen tussen Catalonië en de Spaanse staat in december 2013, analyseerde hij de oorzaken van de radicale toename van de vraag naar onafhankelijkheid ook in de traditioneel gematigde lagen van de bevolking. Hij verklaart dit door het toenemend gebrek aan respect voor de identiteit, en vooral voor de eigen taal die in Catalonië een belangrijk deel van de identiteit vormt, door de nationale regering van de beide grote partijen PSOE en de PP sedert 2005.
Een uitgebreide bibliografie is te vinden in het artikel van de Catalaanse wikipedia. Enkele van zijn recentere bijdragen zijn:
- Roger Torres (redactie), ¿Per què volem un Estat propi? Seixanta intel·lectuals parlen de la independència de Catalunya (Waarom willen we een eigen staat? Zestig intellectuelen spreken over de Catalaanse onafhankelijkheid)., Lleida, Pages Editors, 2012, 232 blz., ISBN 978-84-9975-190-0
- Bien educados. Una defensa útil de las convenciones, el civismo y la autoridad. (es)  (Welopgevoed: een nuttige verdediging van de conventies, de hoffelijkheid en de autoriteit) Barcelona, Paidos, 2006, 131 blz., ISBN 84-493-1917-X
- El camí de la independència, (De weg naar de onafhankelijkheid) La Campana, 2010, 150 blz. ISBN 9788496735460
- “New Ways of Thinking About Identity in Europe”, hoofdstuk 4 van: Roland Hsu, Ethnic Europe: Mobility, Identity, and Conflict in a Globalized World, Stanford University Press, 2010, ISBN 9780804769464